# Saint-Romain-et-Saint-Clément
Pour les articles homonymes, voir Saint-Romain et Saint-Clément.
Saint-Romain-et-Saint-Clément est une commune française située dans le département de la Dordogne, en région Nouvelle-Aquitaine.

## Géographie

### Généralités
Dans le quart nord-est du département de la Dordogne, en Nontronnais, Saint-Romain-et-Saint-Clément est une commune rurale qui fait partie de l'aire d'attraction de Thiviers, zonage d’étude défini par l'Insee, qui a remplacé en 2020 l'aire urbaine de Thiviers qui incluait Saint-Romain-et-Saint-Clément. Elle est arrosée par la Côle qui lui sert de limite naturelle au nord-est sur environ six kilomètres avant de traverser la commune d'est en ouest.
À l'écart des routes principales, le bourg de Saint-Romain est situé, en distances orthodromiques, cinq kilomètres à l'ouest-nord-ouest de Thiviers, et vingt kilomètres au sud-est de Nontron, la sous-préfecture. Le village de Saint-Clément est situé 1,3 km plus au sud-est.
Le territoire communal est traversé d'ouest en est par la route départementale 707, l'axe Brantôme-Thiviers. L'ancienne ligne ferroviaire du Quéroy-Pranzac à Thiviers a été déclassée et la portion déferrée entre Thiviers et Saint-Pardoux-la-Rivière a été transformée en voie verte. Celle-ci traverse la commune sur trois kilomètres.

### Communes limitrophes
Saint-Romain-et-Saint-Clément est limitrophe de cinq autres communes, dont Vaunac au sud par un quadripoint, près du lieu-dit Poncet. Son territoire est distant d'environ 450 mètres de celui d'Eyzerac au sud-est, et de 500 mètres de celui de Saint-Pierre-de-Côle au sud-ouest.
| Saint-Martin-de-Fressengeas | Saint-Jory-de-Chalais         |          |
| Saint-Jean-de-Côle          | Saint-Romain-et-Saint-Clément | Thiviers |
|                             | Vaunac                        |          |

### Géologie et relief

#### Géologie
Situé sur la plaque nord du Bassin aquitain et bordé à son extrémité nord-est par une frange du Massif central, le département de la Dordogne présente une grande diversité géologique. Les terrains sont disposés en profondeur en strates régulières, témoins d'une sédimentation sur cette ancienne plate-forme marine. Le département peut ainsi être découpé sur le plan géologique en quatre gradins différenciés selon leur âge géologique. Saint-Romain-et-Saint-Clément est dans le gradin extrême nord-est que constitue le dernier contrefort du Massif central, avec des roches cristallines formées au Paléozoïque, antérieurement au Carbonifère.
Les couches affleurantes sur le territoire communal sont constituées de formations superficielles du Quaternaire et de roches sédimentaires datant pour certaines du Cénozoïque, et pour d'autres du Mésozoïque et du Paléozoïque, ainsi que de roches métamorphiques. La formation la plus ancienne, notée ξ1, se compose de micaschistes lamelleux à deux micas, parfois grenats et silicates d'alumine (groupe de la Dronne, Néoprotérozoïque à Cambrien). La formation la plus récente, notée CFp, fait partie des formations superficielles de type colluvions indifférenciées de versant, de vallon et plateaux issues d'alluvions, molasses, altérites. Le descriptif de ces couches est détaillé dans  la feuille « no 735 - Thiviers » de la carte géologique au 1/50 000 de la France métropolitaine, et sa notice associée.

Carte géologique de Saint-Romain-et-Saint-Clément.

#### Relief et paysages

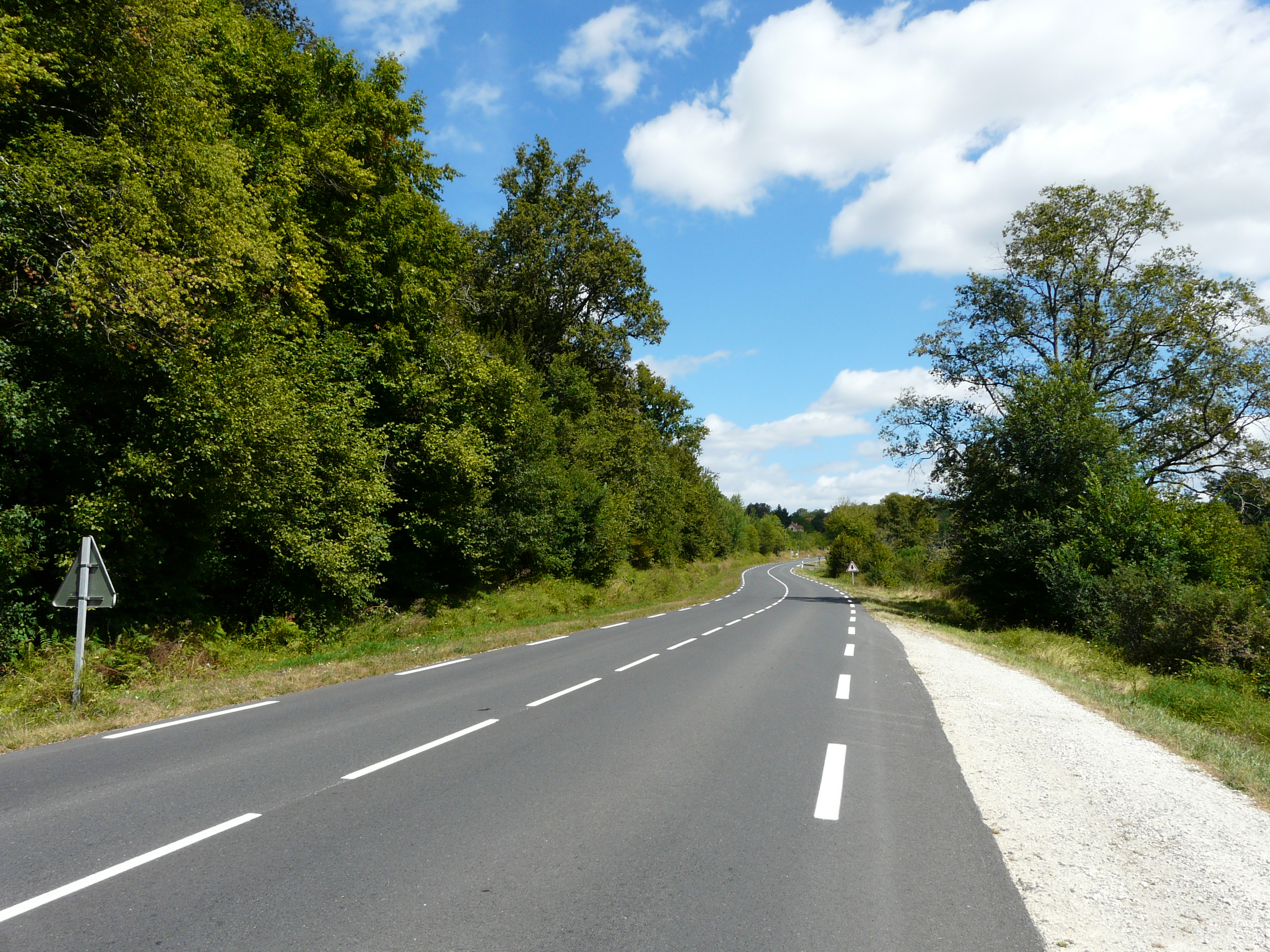
La route départementale 707 sur le territoire communal.

Le département de la Dordogne se présente comme un vaste plateau incliné du nord-est (491 m, à la forêt de Vieillecour dans le Nontronnais, à Saint-Pierre-de-Frugie) au sud-ouest (2 m à Lamothe-Montravel). L'altitude du territoire communal varie quant à elle entre 147 mètres à l'extrême ouest, au nord-ouest du bourg de Saint-Romain, là où la Côle quitte la commune et entre sur celle de Saint-Jean-de-Côle, et 268 mètres, au nord, entre les lieux-dits Dala et Faugeraulas.
Dans le cadre de la Convention européenne du paysage entrée en vigueur en France le 1er juillet 2006, renforcée par la loi du 8 août 2016 pour la reconquête de la biodiversité, de la nature et des paysages, un atlas des paysages de la Dordogne a été élaboré sous maîtrise d’ouvrage de l’État et publié en octobre 2020. Les paysages du département s'organisent en huit unités paysagères,. La commune est dans l'unité paysagère du « Périgord limousin » qui correspond à la région naturelle du Nontronnais. Ce territoire forme un plateau collinaire aux pentes douces et sommets arasés, d’altitude moyenne autour des 300 m dont le point culminant est également celui de la Dordogne. Ce plateau cristallin est vallonné et dominé par les prairies aux horizons boisés. Il est entaillé de vallées profondes aux versants forestiers,.
La superficie cadastrale de la commune publiée par l'Insee, qui sert de référence dans toutes les statistiques, est de 13,80 km2,,. La superficie géographique, issue de la BD Topo, composante du Référentiel à grande échelle produit par l'IGN, est quant à elle de 14,4 km2.

### Hydrographie

#### Réseau hydrographique
La commune est située dans le bassin de la Dordogne au sein du Bassin Adour-Garonne. Elle est drainée par la Côle, le ruisseau de Bonis, le ruisseau de la Fon Pépy et par deux petits cours d'eau, qui constituent un réseau hydrographique de 12 km de longueur totale,.
La Côle, d'une longueur totale de 51,53 km, prend sa source dans la commune de Firbeix et se jette dans la Dronne en rive gauche, en limite de Brantôme en Périgord et de Condat-sur-Trincou. Elle traverse la commune du nord à l'ouest sur près de huit de kilomètres dont près de cinq servent de limite naturelle en plusieurs tronçons, face à Saint-Jory-de-Chalais, Thiviers et Saint-Jean-de-Côle.
Son affluent de rive gauche le ruisseau de Bonis arrose la commune d'est en ouest sur deux kilomètres et demi.
Autre affluent de rive gauche de la Côle, le ruisseau de la Fon Pépy prend sa source dans le sud-ouest de la commune qu'il baigne sur un kilomètre dont environ la moitié en limite de Saint-Jean-de-Côle.

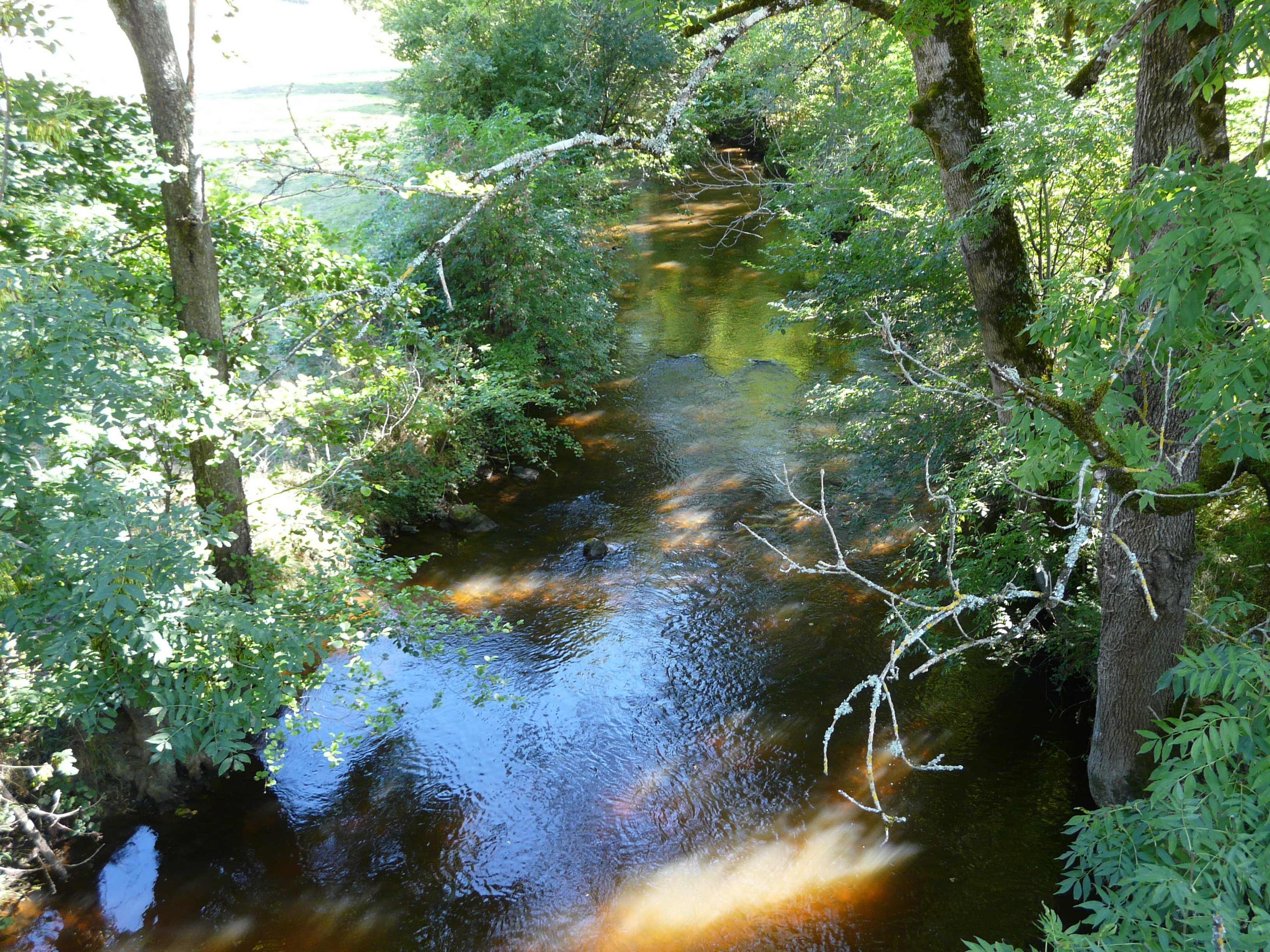
La Côle à Saint-Romain-et-Saint-Clément.
Réseaux hydrographique et routier de Saint-Romain-et-Saint-Clément.

#### Gestion et qualité des eaux
Le territoire communal est couvert par le schéma d'aménagement et de gestion des eaux (SAGE) « Isle - Dronne ». Ce document de planification, dont le territoire regroupe les bassins versants de l'Isle et de la Dronne, d'une superficie de 7 500 km2, a été approuvé le 2 août 2021. La structure porteuse de l'élaboration et de la mise en œuvre est l'établissement public territorial de bassin de la Dordogne (EPIDOR). Il définit sur son territoire les objectifs généraux d’utilisation, de mise en valeur et de protection quantitative et qualitative des ressources en eau superficielle et souterraine, en respect des objectifs de qualité définis dans le troisième SDAGE  du Bassin Adour-Garonne qui couvre la période 2022-2027, approuvé le 10 mars 2022.
La qualité des eaux de baignade et des cours d’eau peut être consultée sur un site dédié géré par les agences de l’eau et l’Agence française pour la biodiversité.

### Climat
Pour des articles plus généraux, voir Climat de la Nouvelle-Aquitaine et Climat de la Dordogne.
Historiquement, la commune est exposée à un climat océanique aquitain.  
En 2020, Météo-France publie une typologie des climats de la France métropolitaine dans laquelle la commune est exposée à un climat océanique altéré et est dans une zone de transition entre les régions climatiques « Aquitaine, Gascogne » et « Ouest et nord-ouest du Massif Central ». La première est caractérisée par une pluviométrie abondante au printemps, modérée en automne, un faible ensoleillement au printemps, un été chaud (19,5 °C), des vents faibles, des brouillards fréquents en automne et en hiver et des orages fréquents en été (15 à 20 jours).  La seconde présente une pluviométrie annuelle de 900 à 1 500 mm, maximale en automne et en hiver.
Pour la période 1971-2000, la température annuelle moyenne est de 11,8 °C, avec  une amplitude thermique annuelle de 15,2 °C. Le cumul annuel moyen de précipitations est de 1 001 mm, avec 13,6 jours de précipitations en janvier et 7,6 jours en juillet. Pour la période 1991-2020, la température moyenne annuelle observée sur la station météorologique de Météo-France la plus proche, sur la commune de Saint-Martin-de-Fressengeas à 3 km à vol d'oiseau, est de 12,4 °C et le cumul annuel moyen de précipitations est de 1 050,4 mm,. 
La température maximale relevée sur cette station est de 38,9 °C, atteinte le 7 août 2020 ; la température minimale est de −11,8 °C, atteinte le 9 février 2012.
Pour afficher une liste d’indicateurs climatiques caractérisant la commune aux horizons 2030, 2050 et 2100 et pouvoir ainsi s'adapter aux changements climatiques, entrer son nom dans Climadiag-commune, un site de Météo-France élaboré à partir des nouvelles projections climatiques de référence DRIAS-2020.

## Urbanisme

### Typologie
Au 1er janvier 2024, Saint-Romain-et-Saint-Clément est catégorisée commune rurale à habitat dispersé, selon la nouvelle grille communale de densité à 7 niveaux définie par l'Insee en 2022.
Elle est située hors unité urbaine. Par ailleurs la commune fait partie de l'aire d'attraction de Thiviers, dont elle est une commune de la couronne,. Cette aire, qui regroupe 10 communes, est catégorisée dans les aires de moins de 50 000 habitants,.

### Occupation des sols
L'occupation des sols de la commune, telle qu'elle ressort de la base de données européenne d’occupation biophysique des sols Corine Land Cover (CLC), est marquée par l'importance des forêts et milieux semi-naturels (52,5 % en 2018), une proportion identique à celle de 1990 (52,5 %). La répartition détaillée en 2018 est la suivante : 
forêts (52,5 %), zones agricoles hétérogènes (47,5 %). L'évolution de l’occupation des sols de la commune et de ses infrastructures peut être observée sur les différentes représentations cartographiques du territoire : la carte de Cassini (XVIIIe siècle), la carte d'état-major (1820-1866) et les cartes ou photos aériennes de l'IGN pour la période actuelle (1950 à aujourd'hui).

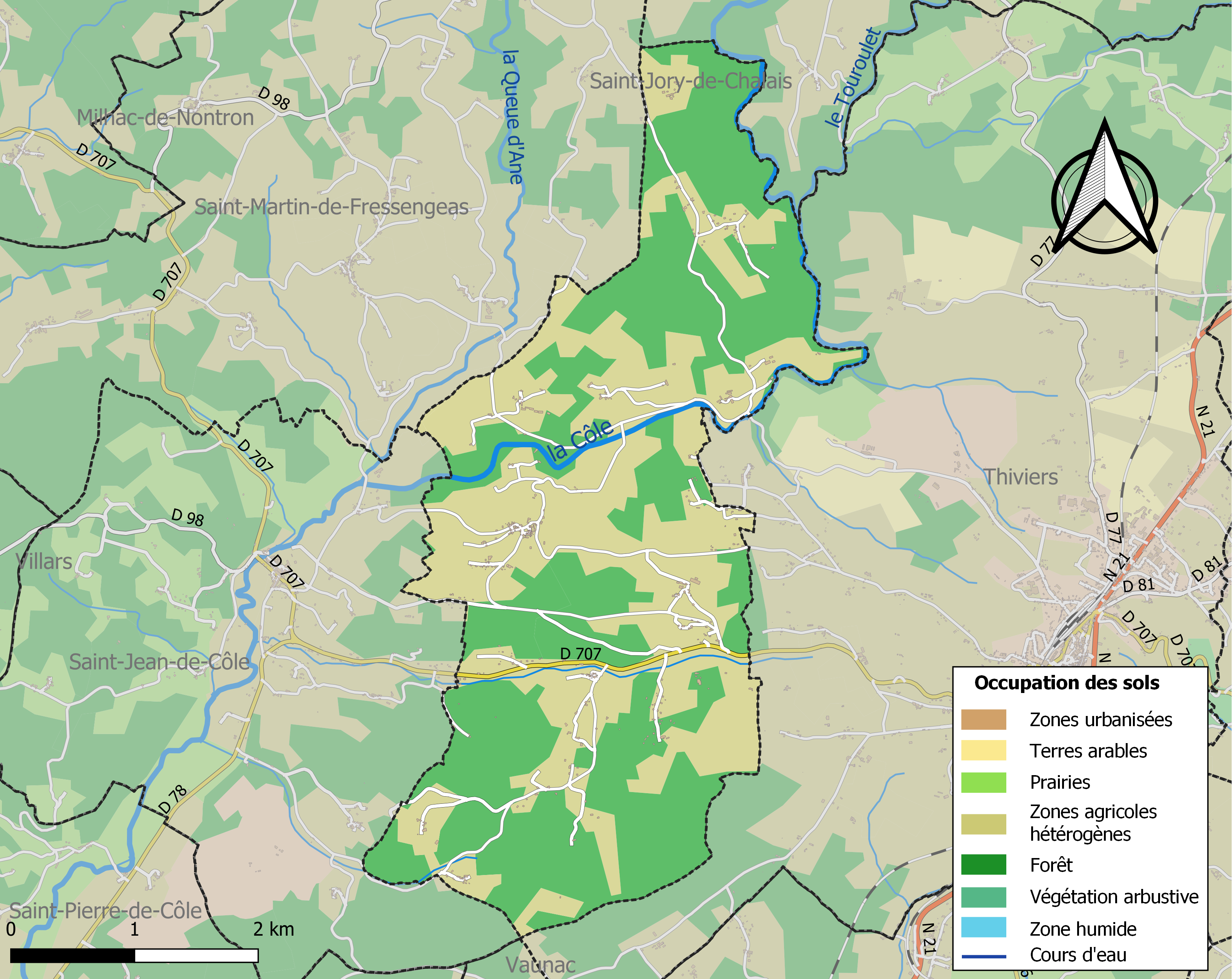
Carte des infrastructures et de l'occupation des sols de la commune en 2018 (CLC).

### Villages, hameaux et lieux-dits
Outre le bourg de Saint-Romain proprement dit, le territoire se compose d'autres villages ou hameaux, ainsi que de lieux-dits :
- la Baraque
- la Basse Fressenède
- le Bigeau
- le Bost
- Bost Bernard
- les Brandes
- la Chabanne
- le Chadeau
- Chez Barancle
- le Clau de Louze
- le Clau du Bois
- les Combes
- le Cros
- Dala
- le Fagnac
- Faugeraulas
- Firbeix
- la Forêt
- Fouillarjoux
- Fraisse
- Fressenède
- le Grand Bois
- le Grand Clos
- les Grandes Terres
- la Grange
- Jalager
- la Lande
- la Lardie
- Lavergne
- Maizaraud
- Moulin de Feuyas
- le Parc
- Pauline
- les Peyrières
- le Peyrou
- la Pomerède
- Poncet
- Poncharau
- le Prieuré
- le Puel
- la Richardie
- le Rivage
- la Rochette
- les Rochilles
- Saint-Clément
- la Verdale
- les Vergnes.

### Prévention des risques
Le territoire de la commune de Saint-Romain-et-Saint-Clément est vulnérable à différents aléas naturels : météorologiques (tempête, orage, neige, grand froid, canicule ou sécheresse), inondations, feux de forêts, mouvements de terrains et séisme (sismicité très faible). Il est également exposé à un risque particulier : le risque de radon. Un site publié par le BRGM permet d'évaluer simplement et rapidement les risques d'un bien localisé soit par son adresse soit par le numéro de sa parcelle.

#### Risques naturels
Certaines parties du territoire communal sont susceptibles d’être affectées par le risque d’inondation par débordement de cours d'eau, notamment la Côle. La commune a été reconnue en état de catastrophe naturelle au titre des dommages causés par les inondations et coulées de boue survenues en 1982 et 1999,.
Saint-Romain-et-Saint-Clément est exposée au risque de feu de forêt. L’arrêté préfectoral du 14 mars 2013 fixe les conditions de pratique des incinérations et de brûlage dans un objectif de réduire le risque de départs d’incendie. À ce titre, des périodes sont déterminées : interdiction totale du 15 février au 15 mai et du 15 juin au 15 octobre, utilisation réglementée du 16 mai au 14 juin et du 16 octobre au 14 février. En septembre 2020, un plan inter-départemental de protection des forêts contre les incendies (PidPFCI) a été adopté pour la période 2019-2029,.

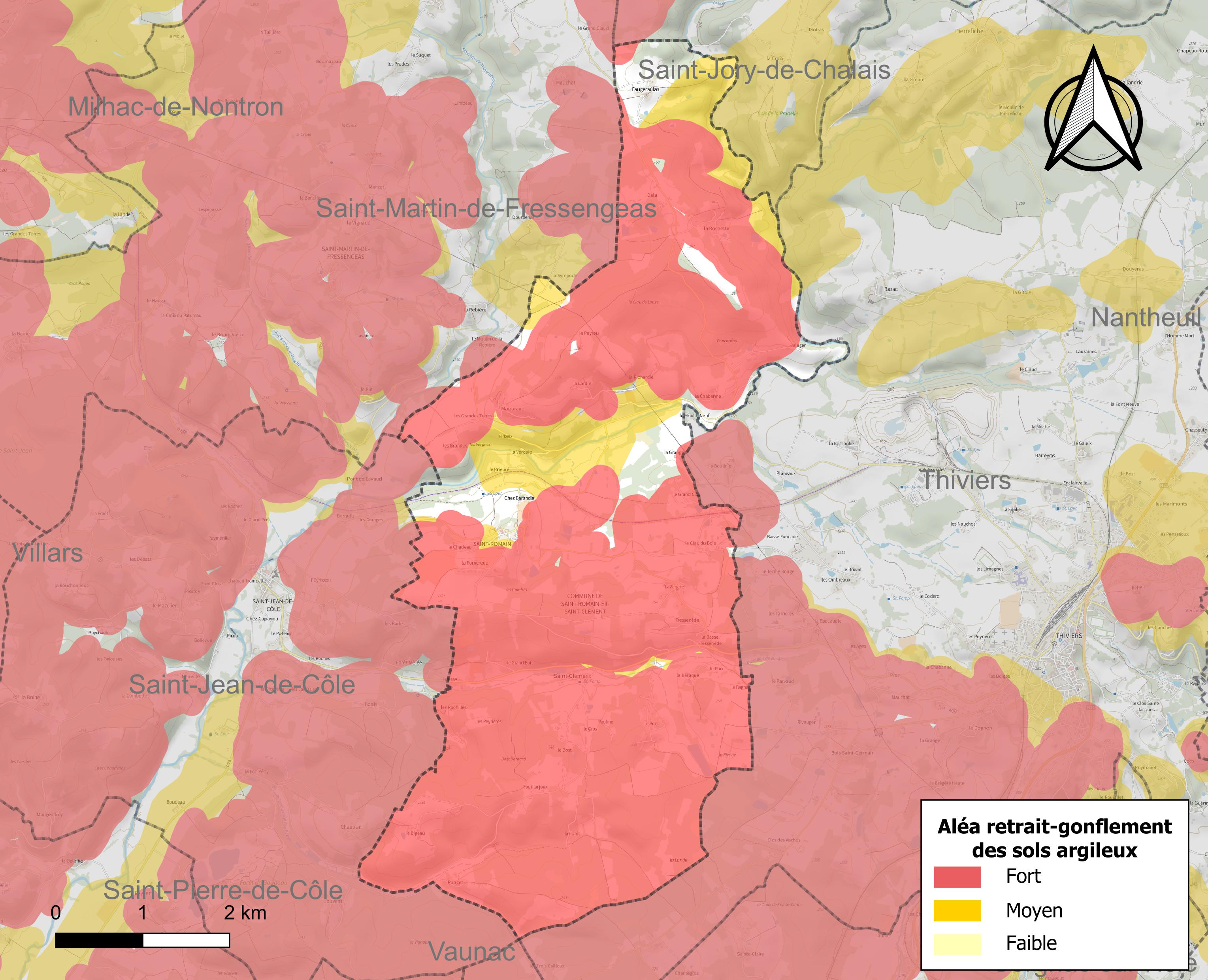
Carte des zones d'aléa retrait-gonflement des sols argileux de Saint-Romain-et-Saint-Clément.

Les mouvements de terrains susceptibles de se produire sur la commune sont des tassements différentiels. Le retrait-gonflement des sols argileux est susceptible d'engendrer des dommages importants aux bâtiments en cas d’alternance de périodes de sécheresse et de pluie. 91,9 % de la superficie communale est en aléa moyen ou fort (58,6 % au niveau départemental et 48,5 % au niveau national métropolitain). Depuis le 1er octobre 2020, en application de la loi ÉLAN, différentes contraintes s'imposent aux vendeurs, maîtres d'ouvrages ou constructeurs de biens situés dans une zone classée en aléa moyen ou fort,.
La commune a été reconnue en état de catastrophe naturelle au titre des dommages causés par la sécheresse en 1989, 1992, 2003 et 2011 et par des mouvements de terrain en 1999.

#### Risque particulier
Dans plusieurs parties du territoire national, le radon, accumulé dans certains logements ou autres locaux, peut constituer une source significative d’exposition de la population aux rayonnements ionisants. Selon la classification de 2018, la commune de Saint-Romain-et-Saint-Clément est classée en zone 3, à savoir zone à potentiel radon significatif.

## Toponymie
La première mention écrite connue de Saint-Clément date de l'an 1192 sous la forme latine Sanctus Clemens, dans une bulle du pape Célestin Ier. Pour Saint-Romain, la mention Sanctus Romanus est plus récente, attestée dans un pouillé du XIIIe siècle.
Saint Clément correspond probablement au quatrième pape, à la fin du Ier siècle. Saint Romain se réfère à Romain de Blaye (également appelé Romain du Mans), prêtre de Blaye au IVe siècle.
Avant la fusion des deux communes en 1827, elles ont porté brièvement les noms de Clément Bas et de Romain sur Colle, au cours de la période révolutionnaire de la Convention nationale (1792-1795).
En occitan, la commune porte le nom de Sent Róman e Sent Clamenç.

## Histoire
En 1827, les communes de Saint-Clément et de Saint-Romain fusionnent sous le nom de Saint-Romain-et-Saint-Clément.

## Politique et administration

### Rattachements administratifs
Les communes de Saint-Clément et de Saint Romain sont rattachées, dès 1790, au canton de Thiviers qui dépendait du district d'Excideuil. En 1800, les districts sont supprimés. Le canton est alors rattaché à l'arrondissement de Nontron.
Les deux communes fusionnent en 1827 sous le nom de Saint-Romain-et-Saint-Clément.

### Intercommunalité
Au 1er janvier 2002, Saint-Romain-et-Saint-Clément intègre dès sa création la communauté de communes du Pays thibérien. Au 1er janvier 2017, celle-ci est dissoute et ses communes — hormis Sorges et Ligueux en Périgord — rejoignent la communauté de communes des Marches du Périg'Or Limousin Thiviers-Jumilhac qui, en octobre 2017 prend le nom de communauté de communes Périgord-Limousin.

### Administration municipale
La population de la commune étant comprise entre 100 et 499 habitants au recensement de 2017, onze conseillers municipaux ont été élus en 2020,.

### Liste des maires

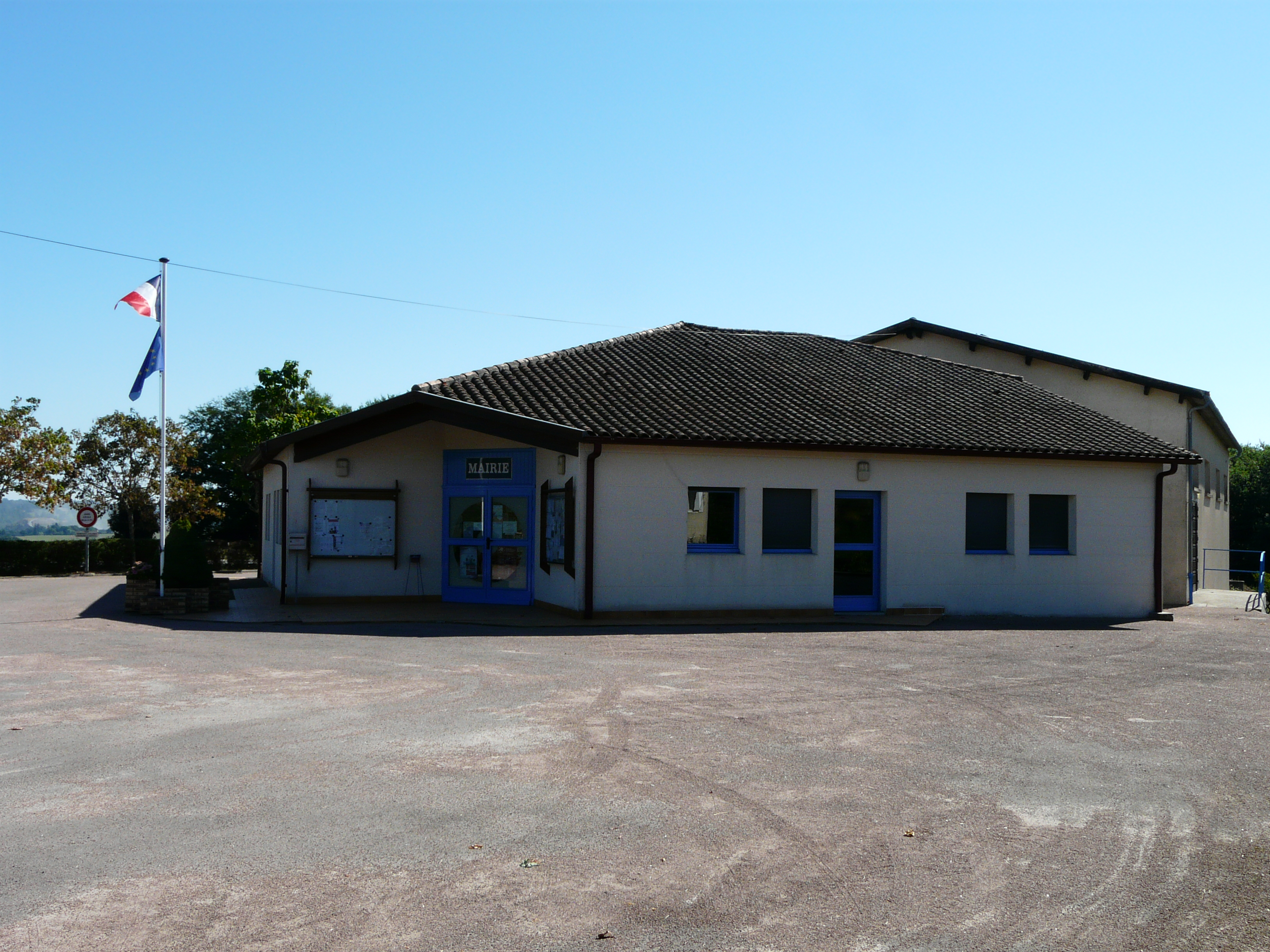
La mairie en 2013.

| Période                                  | Période  | Identité         | Étiquette | Qualité |
| ---------------------------------------- | -------- | ---------------- | --------- | ------- |
| Les données manquantes sont à compléter. |          |                  |           |         |
|                                          |          |                  |           |         |
| octobre 1997                             | mai 2020 | Philippe Lachaud | SE        | Artisan |
| mai 2020                                 | En cours | Michel Ranouil   |           |         |

## Équipements et services publics

### Justice
En 2023, dans le domaine judiciaire, Saint-Romain-et-Saint-Clément relève : 
- du tribunal judiciaire, du tribunal pour enfants, du conseil de prud'hommes et du tribunal de commerce de Périgueux ;
- du pôle Nationalité du tribunal judiciaire de Périgueux (compétent uniquement dans le domaine de la nationalité) ;
- de la cour d'appel, du tribunal administratif et de la  cour administrative d'appel de Bordeaux.

## Population et société

### Démographie
Les habitants de Saint-Romain-et-Saint-Clément se nomment les Romaniclémentiens et Romaniclémentiennes.
Jusqu'en 1827, les communes de Saint-Clément et de Saint-Romain étaient indépendantes.

#### Démographie de Saint-Clément
| 1793 | 1800 | 1806 | 1821 |
| ---- | ---- | ---- | ---- |
| 283  | 270  | 286  | 275  |

#### Démographie de Saint-Romain, puis de Saint-Romain-et-Saint-Clément
En 1827, Saint-Clément fusionne avec Saint-Romain qui devient Saint-Romain-et-Saint-Clément.
L'évolution du nombre d'habitants est connue à travers les recensements de la population effectués dans la commune depuis 1793. Pour les communes de moins de 10 000 habitants, une enquête de recensement portant sur toute la population est réalisée tous les cinq ans, les populations de référence des années intermédiaires étant quant à elles estimées par interpolation ou extrapolation. Pour la commune, le premier recensement exhaustif entrant dans le cadre du nouveau dispositif a été réalisé en 2008.

En 2022, la commune comptait 331 habitants, en évolution de +1,53 % par rapport à 2016 (Dordogne : +0,37 %, France hors Mayotte : +2,11 %).
| 1793 | 1800 | 1806 | 1821 | 1831 | 1836 | 1841 | 1846 | 1851 |
| ---- | ---- | ---- | ---- | ---- | ---- | ---- | ---- | ---- |
| 425  | 628  | 343  | 348  | 646  | 603  | 626  | 642  | 632  |

| 1856 | 1861 | 1866 | 1872 | 1876 | 1881 | 1886 | 1891 | 1896 |
| ---- | ---- | ---- | ---- | ---- | ---- | ---- | ---- | ---- |
| 581  | 571  | 590  | 632  | 649  | 657  | 845  | 644  | 588  |

| 1901 | 1906 | 1911 | 1921 | 1926 | 1931 | 1936 | 1946 | 1954 |
| ---- | ---- | ---- | ---- | ---- | ---- | ---- | ---- | ---- |
| 585  | 552  | 559  | 498  | 510  | 446  | 396  | 357  | 340  |

| 1962 | 1968 | 1975 | 1982 | 1990 | 1999 | 2006 | 2008 | 2013 |
| ---- | ---- | ---- | ---- | ---- | ---- | ---- | ---- | ---- |
| 325  | 295  | 260  | 309  | 332  | 357  | 334  | 327  | 328  |

| 2018 | 2022 | - | - | - | - | - | - | - |
| ---- | ---- | - | - | - | - | - | - | - |
| 329  | 331  | - | - | - | - | - | - | - |

### Sports
En association avec les communes voisines de Saint-Jean-de-Côle et Saint-Martin-de-Fressengeas, un trail est organisé en août (7e édition en 2025 au départ de Saint-Martin-de-Fressengeas avec trois parcours de 12 km, 20 km et 30 km).

## Économie

### Emploi
En 2016, parmi la population communale comprise entre 15 et 64 ans, les actifs représentent 161 personnes, soit 49,4 % de la population municipale. Le nombre de chômeurs (quinze) est resté stable par rapport à 2011 et le taux de chômage de cette population active s'établit à 9,3 %.

### Établissements
Au 31 décembre 2015, la commune compte trente-quatre établissements, dont treize au niveau des commerces, transports ou services, huit dans l'agriculture, la sylviculture ou la pêche, six dans la construction, quatre dans l'industrie, et trois relatifs au secteur administratif, à l'enseignement, à la santé ou à l'action sociale.

## Culture locale et patrimoine

### Lieux et monuments
- Église Saint-Clément, qui était à la tête d'une ancienne paroisse[66].
- Église Saint-Romain, dédiée à Romain de Blaye[66], romane avec des fresques anciennes découvertes en 1996[67],[68]. Elle recèle un ensemble autel-tabernacle du XVIIe siècle classé au titre des monuments historiques en 1914[69].
- Chartreuse du Bigeau[70].
- Au nord du bourg de Saint-Romain, une portion de l'ancienne ligne ferroviaire de Nontron à Thiviers a été transformée en voie verte, entre Saint-Pardoux-la-Rivière et Thiviers.

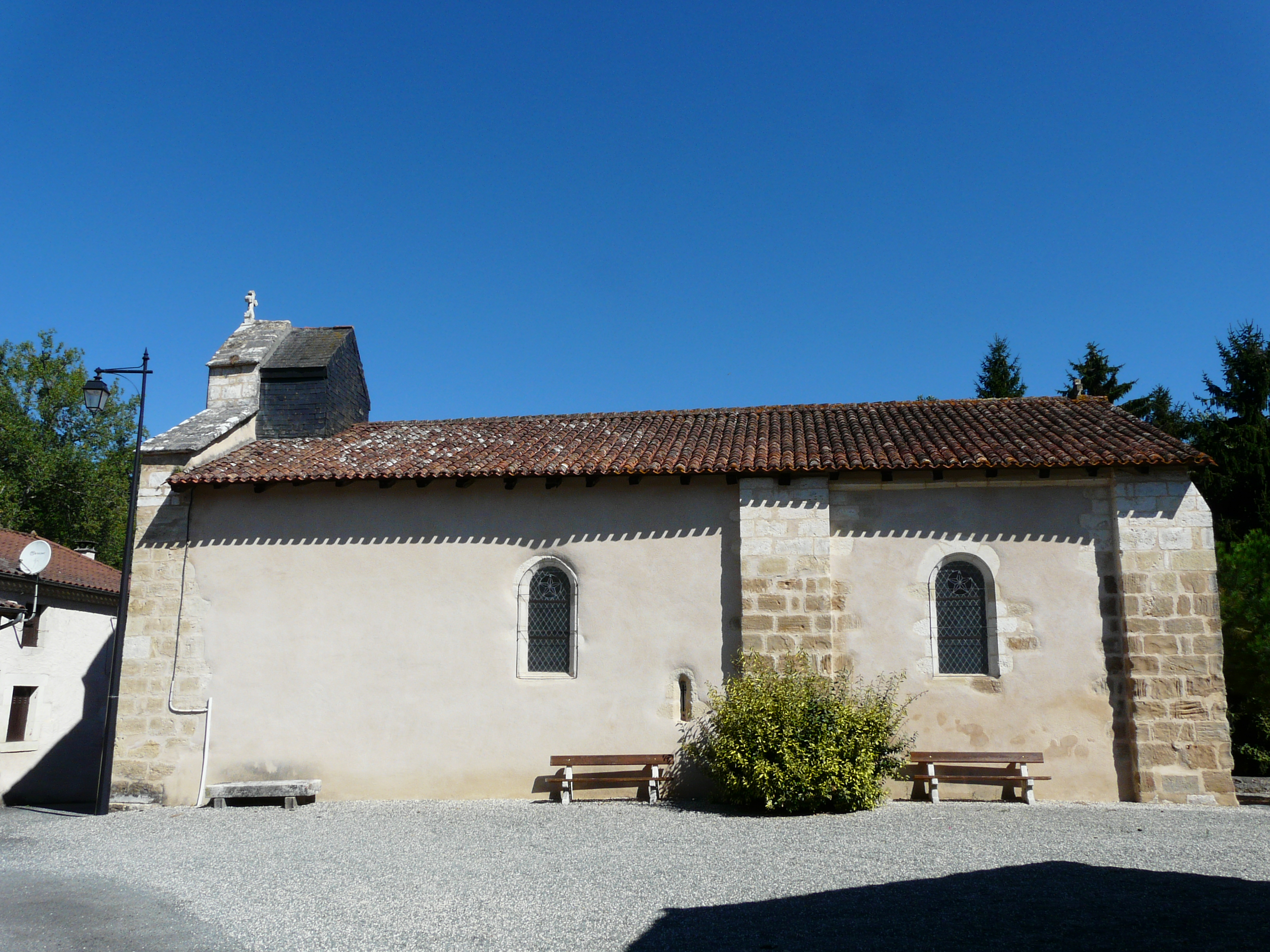
L'église Saint-Clément.
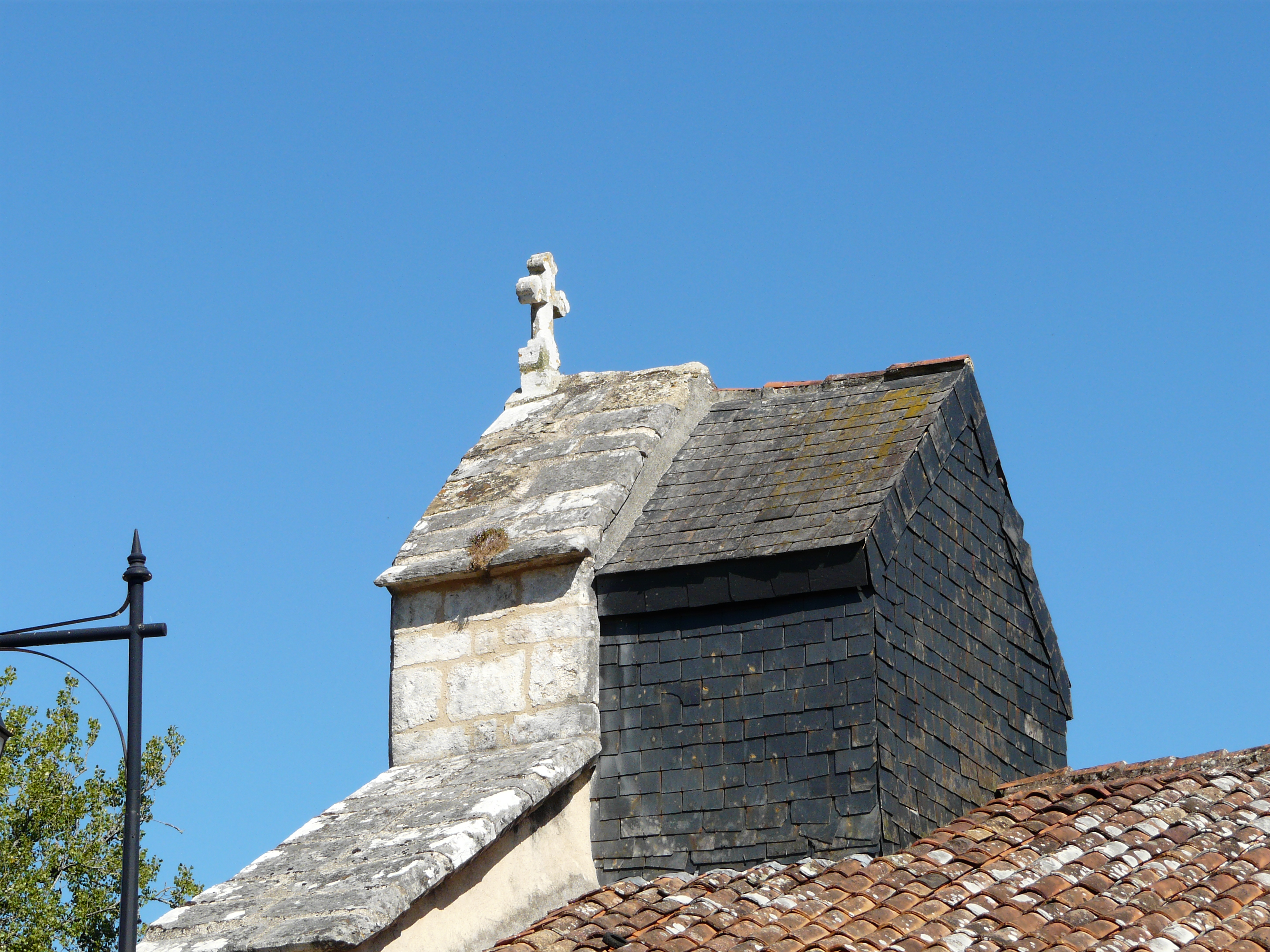
Son clocheton-mur.
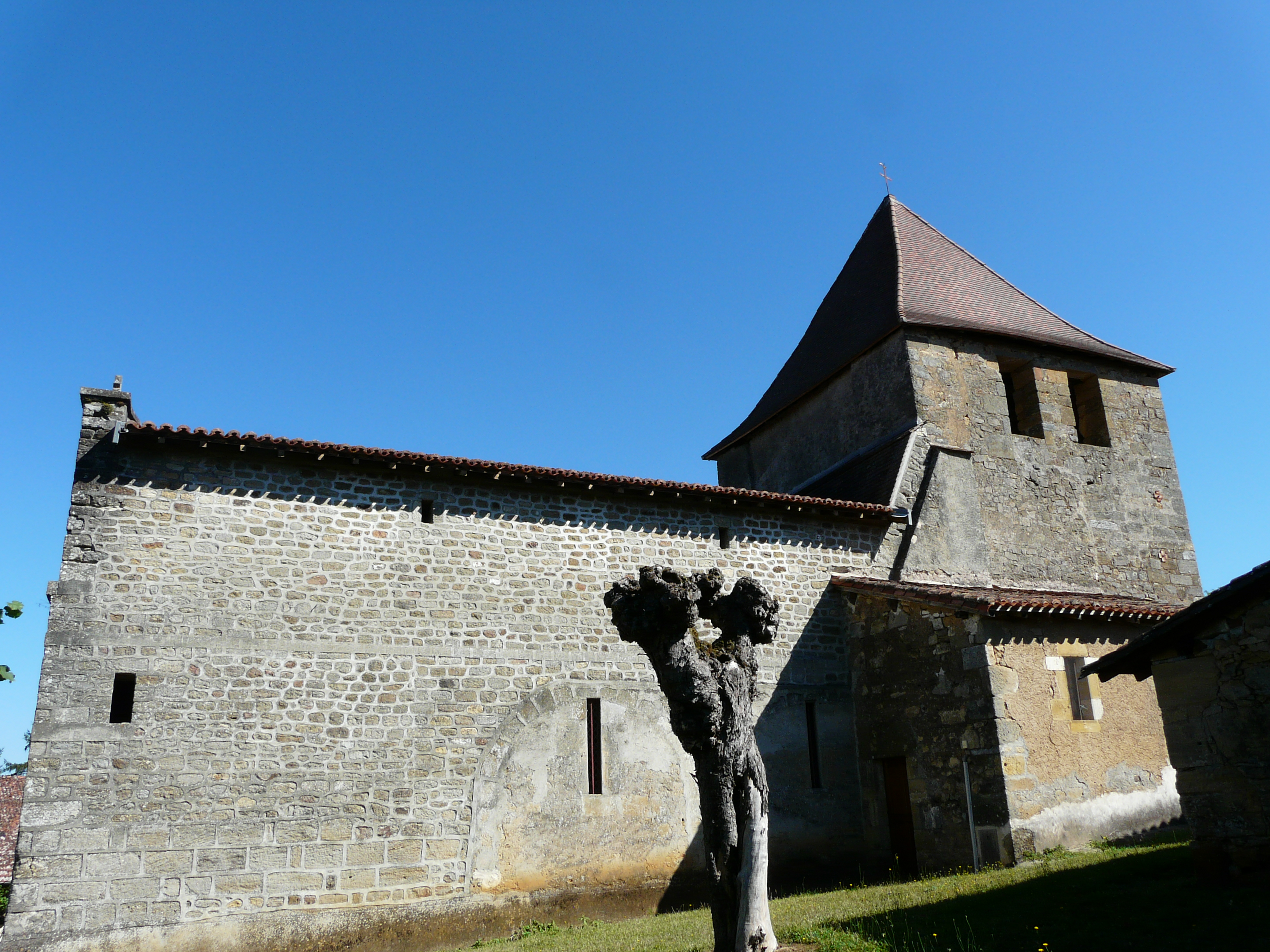
L'église Saint-Romain.
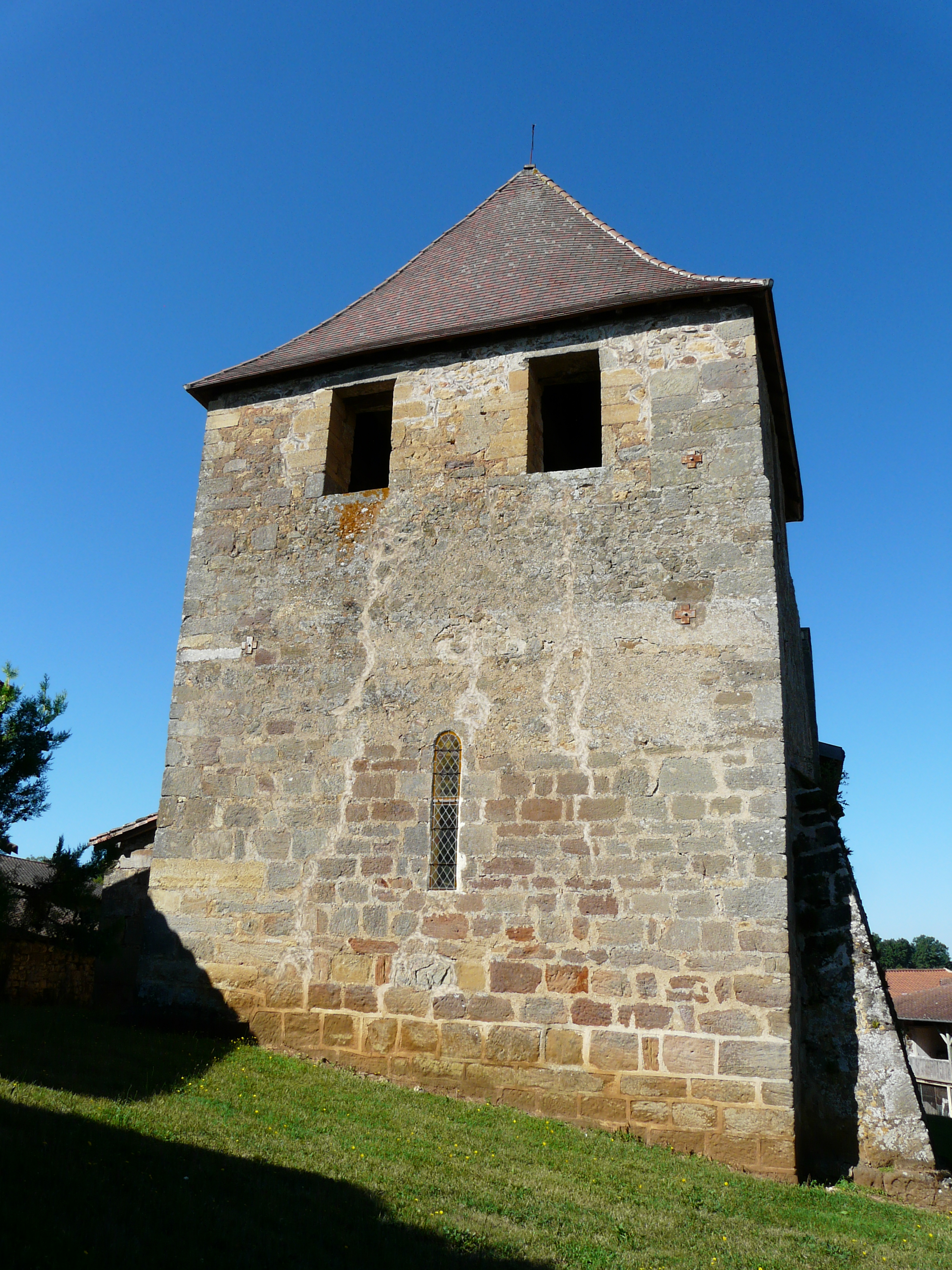
Son chevet surmonté du clocher.
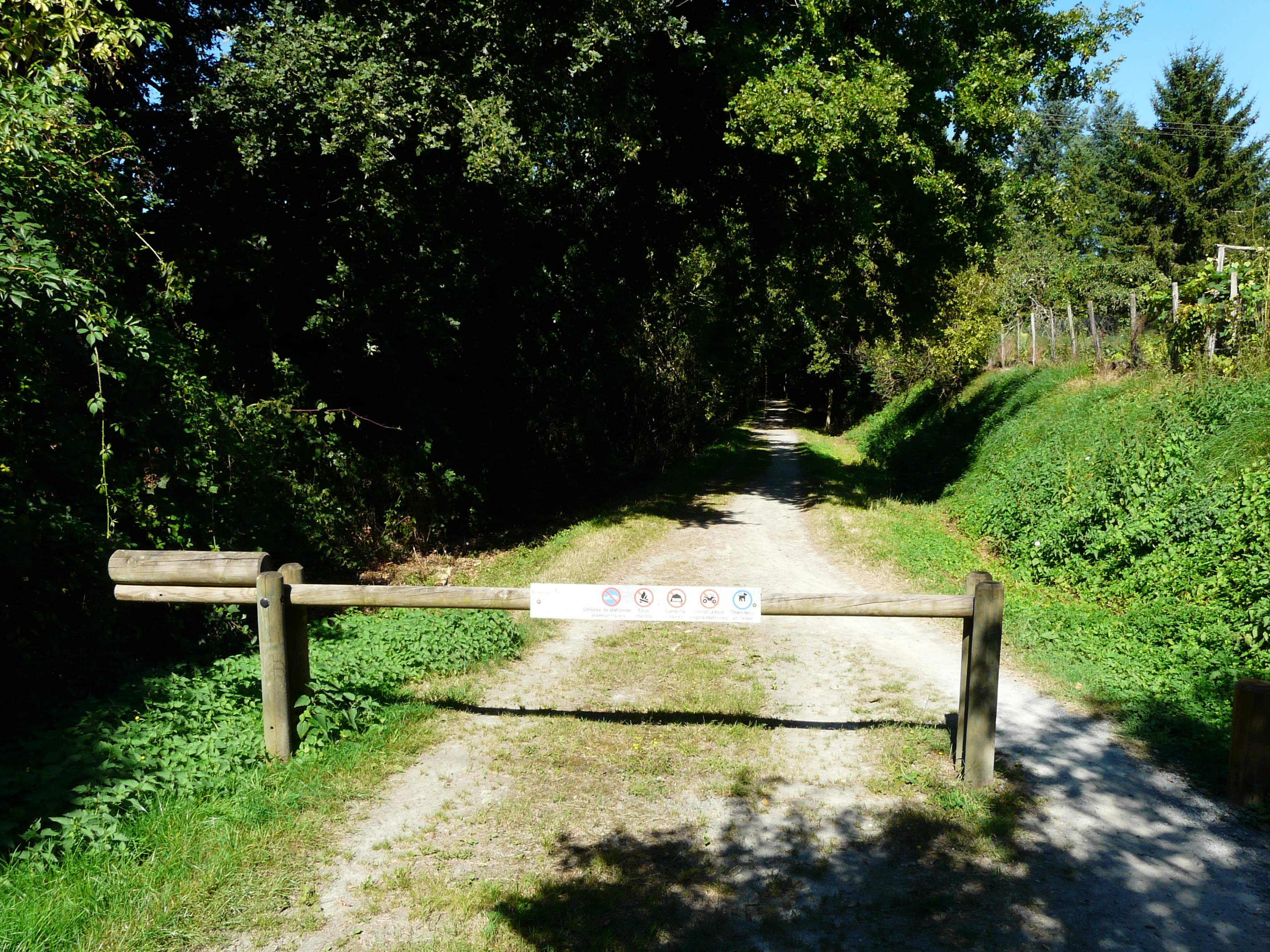
La voie verte à Saint-Romain-et-Saint-Clément.

### Patrimoine naturel

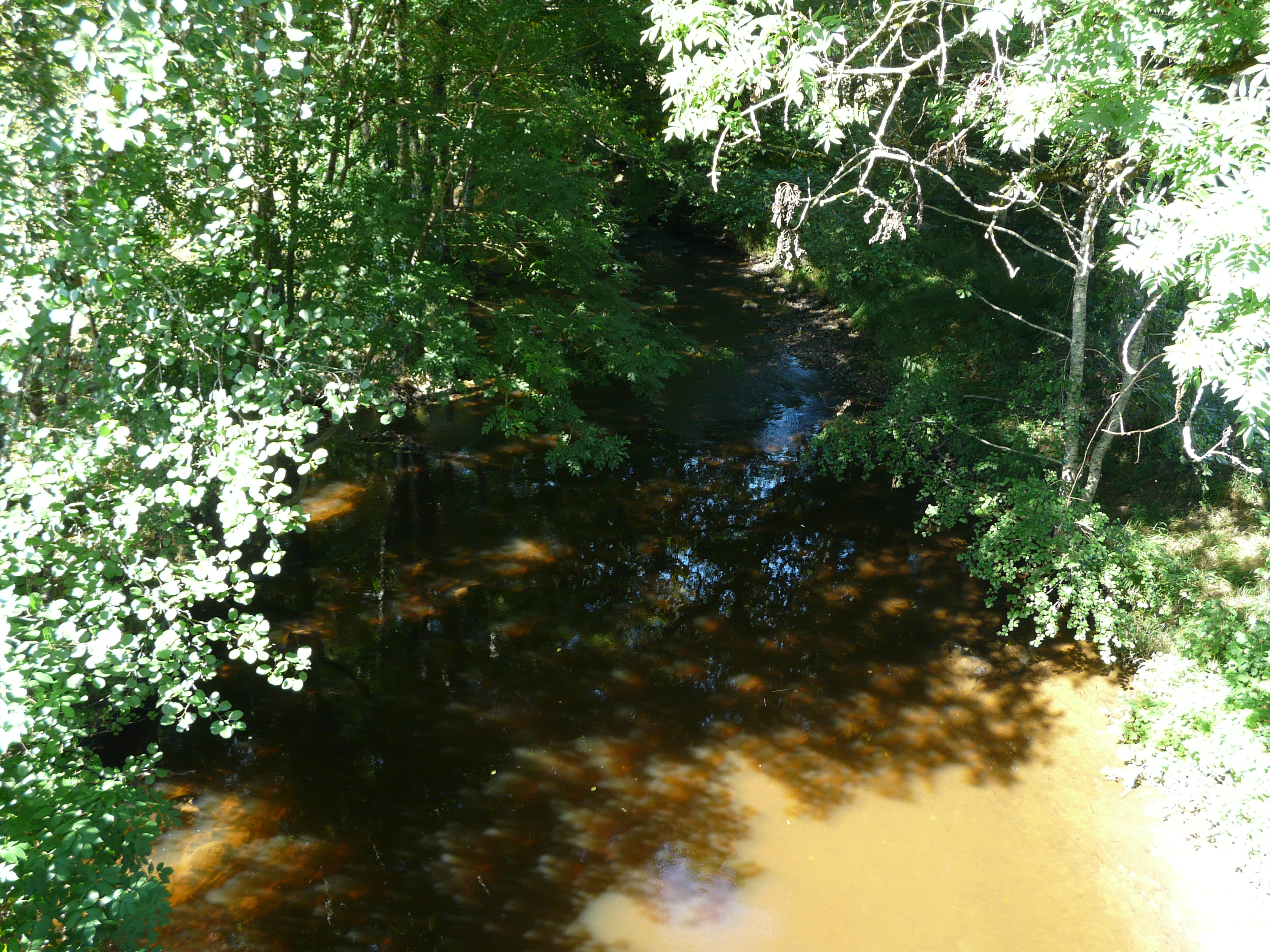
La Côle à Saint-Romain-et-Saint-Clément.

La vallée de la Côle est protégée dans la totalité de sa traversée de la commune au titre de la zone naturelle d'intérêt écologique, faunistique et floristique (ZNIEFF) de type I « Réseau hydrographique de la Côle en amont de Saint-Jean-de-Côle », partagée avec neuf autres communes, dont la flore est constituée d'environ 120 espèces de plantes, dont sept sont considérées comme déterminantes : la droséra intermédiaire (Drosera intermedia), la droséra à feuilles rondes (Drosera rotundifolia), la jacinthe des bois, ou jacinthe sauvage (Hyacinthoides non-scripta), la linaigrette à feuilles étroites (Eriophorum angustifolium), la narthécie des marais (Narthecium ossifragum), la parnassie des marais (Parnassia palustris) et la potentille des marais (Comarum palustre),. De plus, cette ZNIEFF est fréquentée par une soixantaine d'espèces d'oiseaux ainsi que par deux espèces de mammifères : le chevreuil (Capreolus capreolus) et le putois (Mustela putorius putorius).
Incluses dans la ZNIEFF précédente, deux autres ZNIEFF de type II concernent une petite lande tourbeuse d'un peu plus d'un hectare, au nord-ouest du lieu-dit Poncharau,, ainsi que les gorges de la Côle, partagées entre Saint-Romain-et-Saint-Clément (pour une infime partie aval) et Saint-Jory-de-Chalais,.

## Pour approfondir